# Virkelighedsklip
|  | Denne artikel er oprettet af botten PalnaBot ud fra en ekstern database. Den kan derfor have sproglige fejl eller mangler. Denne skabelon kan fjernes efter kontrol af indholdet. |

Virkelighedsklip er en dokumentarfilm instrueret af Louise Kamman efter manuskript af Louise Kamman.

## Handling
Toiletter i København. Der 'leves' og opleves på de fleste offentlige og mere private toiletter i det indre København.